# Малък Преслав
Преславец пренасочва насам.  За селото в Южна България вижте Преславец (Област Хасково).
Малък Преслав (Преславец, Преславица) е средновековен български град, важно търговско средище на долното течение на Дунав през 60-те години на X век.
Точното му местонахождение е спорно, поради липсата на сигурни източници. Издирвано е в района на Силистра (при село Малък Преславец) и на остров Балта между Хърсово и Черна вода, а по-нова хипотеза сочи като негови останки археологическите находки край Преслав, Тулчанско (Румъния), на най-южния ръкав на дунавската делта.
През 968 г., при първия от походите на княз Светослав Игоревич в Дунавска България, Малък Преслав е завладян от русите. Поради търговските си връзки с унгарци, чехи и византийци, както и със самата Киевска Рус, градът е предпочетен от руския княз за столица на новите му владения. Година по-късно (969) българите успяват да го отвоюват за кратко, но са разбити от Светослав.
През 971 г. Малък Преслав попада под византийска власт. Император Йоан Цимисхи го преименува на Теодоропол (в чест на Теодор Стратилат – светеца, комуто византийците отдават заслугата за победата си над русите при Дръстър) и поставя в него гарнизон. Теодоропол (Малък Преслав) става център на катепаната (военно-административна област) Западна Месопотамия, начело с катепан (или стратег), който пази новата североизточна граница на Византия срещу руси и печенеги.
Най-късно през 991 г. градът е върнат под български контрол от Самуил, но през 1001 г. е завладян отново от византийските пълководци Никифор Ксифий и Теодорокан. Остава преден пост на византийската власт на долен Дунав до куманските нашествия през 90-те години на XI век.